# Yuan Wan
Yuan Wan (* 23. Mai 1997 in Eberswalde) ist eine deutsche Tischtennisnationalspielerin. Sie gewann 2016 die deutsche Meisterschaft im Doppel.

## Werdegang
Yuan Wan ist die Tochter des in China geborenen Tischtennistrainers Wan Guohui, der zusammen mit Jie Schöpp arbeitet und vierfacher chinesischer Landesmeister ist. Sie wurde im Tischtenniszentrum Düsseldorf ausgebildet. Erste Erfolge erzielte sie 2012, als sie bei der deutschen Schülermeisterschaft im Einzel Zweite wurde und im Doppel mit Alena Lemmer die Meisterschaft gewann. Bei den Schüler-Europameisterschaften gehörte sie 2012 zur Meistermannschaft Deutschlands und stand im Doppel mit Alena Lemmer im Finale. Zwei Jahre später kam sie bei der deutschen Schülermeisterschaft im Einzel erneut ins Endspiel und siegte im Doppel mit Chantal Mantz. Bei den Schüler-Europameisterschaften holte sie mit der Mannschaft Silber.
2016 holte sie bei den Deutschen Meisterschaften in Bielefeld den Titel im Doppel mit Chantal Mantz nach dem Sieg im Endspiel gegen Yuko Imamura / Kathrin Mühlbach.
Ihre ersten Vereine waren TV Busenbach (bis 2012) und TB Wilferdingen. In der Saison 2013/14 erzielte sie in der 2. Bundesliga im oberen Paarkreuz des Weiß-Rot-Weiß Kleve eine positive Bilanz von 14:13. 2014 wechselte sie in die 1. Bundesliga zum TTG Bingen / Münster-Sarmsheim, Von 2020 bis 2022 spielte sie beim SV DJK Kolbermoor. Danach ging sie zum TTC Weinheim, mit dem sie in der Saison 2024/25 Deutscher Meister wurde.
Am 26. September 2016 bestritt sie erstmals bei den Erwachsenen ein Länderspiel. Im Qualifikationsspiel für die Europameisterschaften besiegte sie in Merseburg die Schweizerin Karina Lefevre. Bei der ersten U-21-Europameisterschaft im Februar 2017 gewann sie nach einer Finalniederlage gegen Chantal Mantz Silber im Einzel.
Beim WTT Feeder 2022 in Düsseldorf holte Wan Gold im Doppel mit Chantal Mantz. Im Februar 2023 gewann sie beim WTT Feeder in Düsseldorf den Titel im Mixed zusammen mit Cedric Meissner.
Bereits 2022 gewann sie die Deutsche Meisterschaft im Mixed mit Cedric Meissner. Diesen Titel verteidigten die beiden 2023.

## Privat
Yuan Wans jüngere Schwester Qian Wan wurde 2015 deutsche Schülermeisterin. Sie ist mit dem schwedischen Tischtennisnationalspieler Anton Källberg liiert.

## Turnierergebnisse
| Verband | Veranstaltung          | Jahr | Ort            | Land | Einzel        | Doppel        | Mixed      | Team          | U-21       |
| ------- | ---------------------- | ---- | -------------- | ---- | ------------- | ------------- | ---------- | ------------- | ---------- |
| GER     | Europameisterschaft    | 2024 | Linz           | AUT  | Viertelfinale | Achtelfinale  |            |               |            |
| GER     | Europameisterschaft    | 2022 | München        | GER  | letzte 32     |               |            |               |            |
| GER     | Europameisterschaft    | 2019 | Nantes         | FRA  |               |               |            | Viertelfinale |            |
| GER     | Olympische Spiele      | 2024 | Paris          | FRA  |               |               |            | 4. Platz      |            |
| GER     | WTT Series (Contender) | 2022 | Tunis          | TUN  | Achtelfinale  | Achtelfinale  | Halbfinale |               |            |
| GER     | ITTF Challenge Series  | 2019 | Lagos          | NGR  | Viertelfinale |               | Gold       |               |            |
| GER     | ITTF World Tour        | 2017 | Almería        | ESP  | letzte 32     |               |            |               | Halbfinale |
| GER     | ITTF World Tour        | 2015 | Almería        | ESP  | Qual.         |               |            |               |            |
| GER     | ITTF World Tour        | 2015 | Bremen         | GER  | Qual.         |               |            |               |            |
| GER     | ITTF World Tour        | 2014 | Zagreb         | CRO  | letzte 32     |               |            |               |            |
| GER     | ITTF World Tour        | 2012 | Antwerpen      | BEL  | letzte 32     |               |            |               |            |
| GER     | Weltmeisterschaft      | 2025 | Doha           | QAT  | letzte 64     | Viertelfinale | letzte 64  |               |            |
| GER     | World Junior Circuit   | 2014 | Szombathely    | HUN  | Viertelfinale |               |            |               |            |
| GER     | World Junior Circuit   | 2014 | Metz           | FRA  | Gold          |               |            |               |            |
| GER     | World Junior Circuit   | 2013 | Vrnjacka Banja | SRB  | Silber        |               |            |               |            |